# Miami Vice (film)
Miami Vice er en amerikansk kriminalfilm fra 2006 om to Miami politidetektiver, Crockett og Tubbs, der går undercover for at bekæmpe narkotikasmugling. Filmen er en tilpasning af 1980'ernes tv-serie af samme navn Miami Vice. Filmen er skrevet, produceret og instrueret af Michael Mann og har skuespillere som Jamie Foxx, Colin Farrell og kinesiske Gong Li i hovedrollerne.

## Medvirkende
- Colin Farrell som James "Sonny" Crockett
- Jamie Foxx som Ricardo Tubbs
- Naomie Harris som Trudy Joplin
- Elizabeth Rodriguez som Gina Calabrese
- Domenick Lombardozzi som Stan Switek
- Justin Theroux som Larry Zito
- Barry Shabaka Henley som Martín Castillo
- Gong Li som Isabella Montoya
- Luis Tosar som Arcangel de Jesus Montoya
- John Ortiz som Jose Yero
- Ciarán Hinds som FBI agent John Fujima
- Isaach de Bankolé som Neptune
- John Hawkes som Alonzo Stevens
- Tom Towles som Coleman
- Eddie Marsan som Nicholas

## Produktion
Jamie Foxx kom med ideen om en Miami Vice film til Michael Mann under en filmfest for Ali. Dette førte til at Michael Mann genså serien for at for inspiration til filmen.

### Optagelser
Miami Vice blev optaget i Caribien, Uruguay (badebyen Atlántida, den gamle bygning af Carrasco International Airport, "Rambla" og den gamle by i Montevideo), Paraguay (Ciudad del Este) og det sydlige Florida i USA.